# كانيسكيو
كانيسكيو هي بلدية في مدينة تورينو الحضرية في منطقة بيمنتة الإيطالية، وتقع على بعد حوالي 35 كيلومتر (22 ميل) تورينو. شمال تورينو.
تقع كانيسكيو على حدود البلديات التالية: سباروني، كورني، ألبيت، سان كولومبانو بلمونتي، براتيليوني، وبراسكورسانو . تقع في وادي نهر جالينكا.